# Moussa Tondi
Moussa Tondi (* 1. Juli 1928 in Niamey; †  ebenda) war ein nigrischer Offizier und Politiker.

## Leben
Moussa Tondi besuchte die Grundschule und die Mittelschule in seiner Geburtsstadt Niamey. 1951 meldete er sich als Freiwilliger zu den Französischen Streitkräften. Er erhielt von 1957 bis 1959 eine Ausbildung an der Offiziersschule für die Überseegebiete in Fréjus und wurde kurz danach zum Unterleutnant befördert. Von 1959 bis 1960 ging er auf die Infanterieschule in Saint-Maixent. Tondi wurde Mitglied der Nigrischen Streitkräfte, als diese 1961 gegründet wurden. Nach einer militärischen Fortbildung in Montpellier war er von 1965 bis 1966 stellvertretender Generalstabschef der Nigrischen Streitkräfte. Im Anschluss erhielt er eine militärische Fortbildung in Paris. Er kehrte 1968 nach Niger zurück, wo er zum Major befördert und zum Militärintendanten der Nigrischen Streitkräfte ernannt wurde.
Moussa Tondi war einer der Offiziere, die am 15. April 1974 den nigrischen Staatspräsidenten Hamani Diori bei einem Militärputsch absetzen. Er wurde Mitglied der Militärjunta Nigers, des Obersten Militärrats unter dem Vorsitz von Seyni Kountché. Tondi war von 22. April 1974 bis 14. November 1983 Finanzminister des Landes, ab 24. Januar 1983 im Ehrenrang eines Staatsministers. Tondi, der seit 1979 den militärischen Rang eines Obersts innehatte, ging im September 1985 bei den Streitkräften in Ruhestand.

## Ehrungen
- Großoffizier des Nationalordens Nigers[1]